# Benjamin Franklin Tilley
Pour les articles homonymes, voir Tilley.
Benjamin Franklin Tilley, né le 29 mars 1848 à Bristol (Rhode Island, États-Unis) et mort le 18 mars 1907 à Philadelphie (Pennsylvanie, États-Unis), est un contre-amiral de la marine des États-Unis. Il sert notamment durant la guerre de Sécession et la guerre hispano-américaine. Il est surtout connu comme le premier gouverneur des Samoa américaines, ainsi que premier gouverneur naval de ce territoire.
Tilley entre à l'Académie navale d'Annapolis au cours de la guerre civile. Diplômé après le conflit, il gravit progressivement les échelons durant sa carrière. Comme lieutenant, il participe à la répression menée par l'armée des États-Unis contre les travailleurs lors de la Great Railroad Strike of 1877 (en). Au cours de la guerre civile chilienne de 1891, Tilley et un petit contingent de marins et de fusiliers-marins défendent le consulat américain à Santiago, au Chili. En tant que commandant pendant la guerre hispano-américaine, Tilley aux commandes de l'USS Newport, capture avec succès deux navires de la marine espagnole. Après la guerre, Tilley est le premier gouverneur de Tutuila et Manua (plus tard appelé les Samoa américaines) et crée des précédents juridiques et administratifs pour le nouveau territoire. Vers la fin de ses 41 années de service, il est promu contre-amiral, mais il est décède peu de temps après d'une pneumonie.

## Biographie

### Jeunesse et début de carrière
Sixième d'une famille de neuf enfants, Benjamin Franklin Tilley est né le 29 mars 1848, à Bristol dans le Rhode Island. Pendant la guerre de Sécession, Tilley s’inscrit à l'Académie navale le 22 septembre 1863, à l'âge de 15 ans. La guerre force l'école à déménager d’Annapolis, dans le Maryland (alors détenue par la Confédération) vers Newport au Rhode Island. En 1866, il est diplômé premier de sa classe, et sert comme aspirant à bord de l'USS Franklin puis de l'USS Frolic sur lequel il passe près de trois ans avant d'être finalement promu enseigne. Sa carrière se poursuit à bord de l'USS Lancaster, où il est promu deux fois : d'abord au grade de master (en) en 1870 puis de lieutenant en 1871. De 1872 à 1875, Tilley sert à bord de l'USS Pensacola dans le Pacifique Sud. Après le Pensacola, il sert brièvement à bord de l'USS New Hampshire avant de passer deux ans au service de l'USS Hartford.

#### Grève des chemins de fer de 1877
En juillet 1877, une grève violente des chemins de fer débute à Martinsburg, en Virginie-Occidentale, provoque des émeutes dans d'autres villes américaines telles que Pittsburgh et Philadelphie. En réponse, le président Rutherford B. Hayes autorise l'utilisation de l'armée pour réprimer les émeutes. Pendant la crise, Tilley est transféré temporairement sur l'USS Plymouth et sur lequel il remonte la rivière Potomac en direction de Washington. Les chefs militaires craignent en effet que les émeutiers de Baltimore se rendent à Washington et s’en prennent à des cibles gouvernementales. Les troupes défendant Washington, y compris l'armée, la marine et les marines, sont organisés en un bataillon de sept compagnies (brigade navale), sous le commandement du capitaine Edward Gabriel André Barrett (en) ; Tilley est placé à la tête de la compagnie C. Ces précautions s’avèrent finalement inutiles, à la suite de la répression par l'armée des grévistes à Baltimore. Les émeutes dans les autres villes sont également rapidement étouffées.

#### Académie navale
Après la grève, Tilley est transféré sur le navire amiral USS Powhatan, avant de demander un congé de six mois pour se marier. Le 6 juin 1878, Tilley épouse Emily Edelin Williamson, la fille d'un chirurgien de la Marine et part avec elle pour une lune de miel prolongée en Europe. À son retour, Tilley sert à l'Académie navale comme professeur dans une salle de classe et sur un bateau de la formation jusqu'en 1882. Les trois années suivantes, Tilley sert à bord de l'USS Tennessee. En 1885, Tilley est promu au grade de lieutenant commander et revient enseigner à l'académie. Durant son mandat, il est nommé à la tête de deux départements: d'abord le département d’astronomie, navigation, et d'arpentage et ensuite il est transféré au département de dessin mécanique. En septembre 1889, il déménage au Washington Navy Yard, enseigner l'artillerie,,.

#### Guerre civile chilienne de 1891

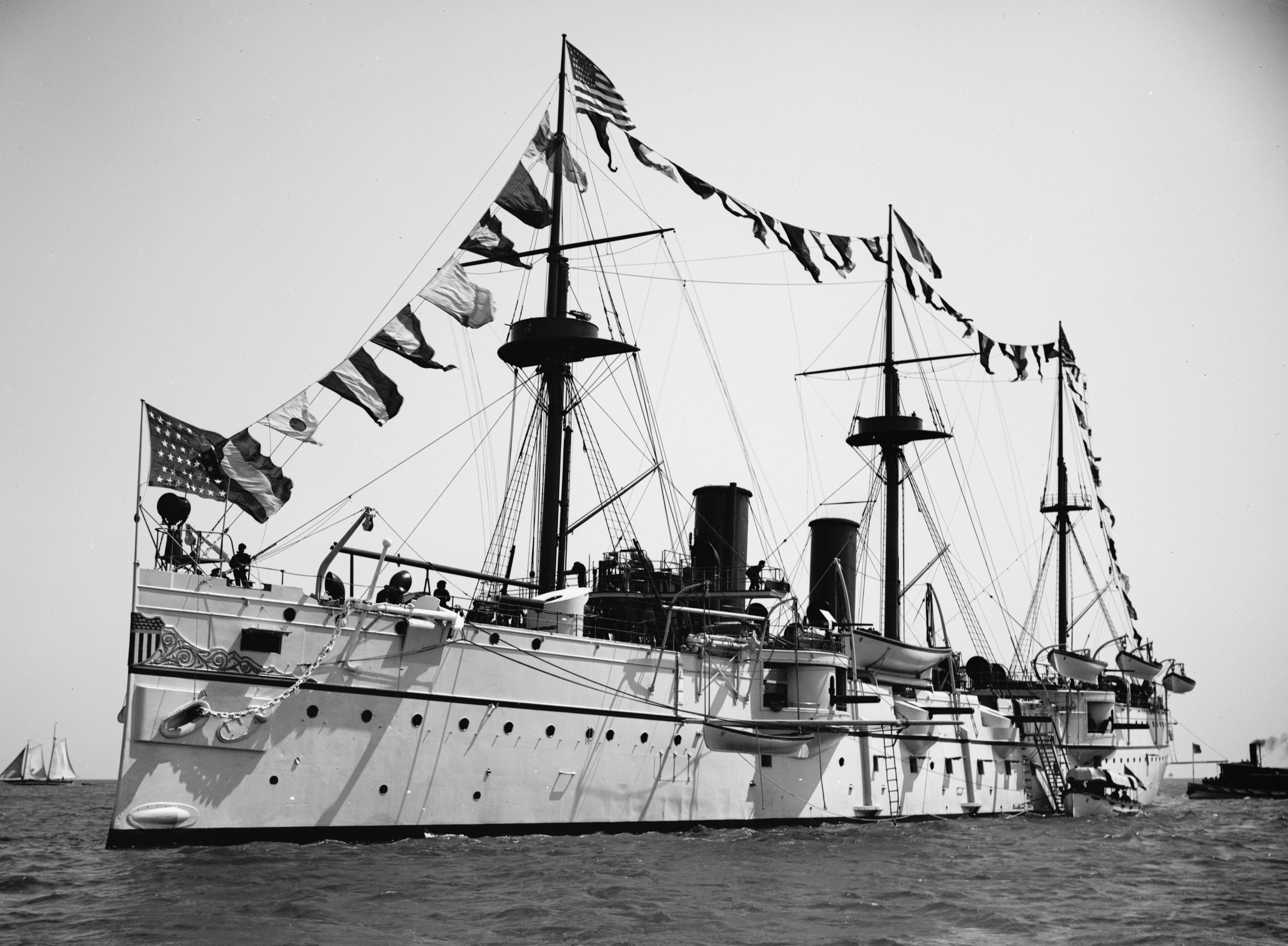
L' dans les années 1890.

En 1890, Tilley est transféré à San Francisco, en Californie, pour participer au test du nouveau bâtiment USS San Francisco. Il devient commandant en second du navire. Au cours de la guerre civile chilienne de 1891, le San Francisco transporte des troupes vers le port de Valparaíso, afin de protéger le consulat américain à Santiago, la capitale du Chili. Lorsque les insurgés prennent la ville, Tilley et une force de 100 hommes restent sur place pour défendre le consulat. Après la guerre, Tilley retourne à l'École navale en tant que chef du département Astronomie et navigation. En 1896, il prend le commandement de l'USS Bancroft et navigue pour une tournée d'inspection des chantiers navals le long de la côte Est des États-Unis. En octobre, il est promu commander. L'année suivante, Tilley reçoit le commandement de l'USS Newport et prend la route du Nicaragua afin d’évaluer les progrès de la commission du canal du Nicaragua.

#### Guerre hispano-américaine
Le 23 avril 1898, lorsque l'Espagne déclare la guerre aux États-Unis en réponse aux efforts américains pour soutenir l'indépendance de Cuba, Tilley, toujours aux commandes du Newport, est alors dans les Caraïbes au cœur du conflit. Deux jours après la propre déclaration américaine de guerre contre l’Espagne, le 27 avril, Tilley capture deux navire de la Marine espagnole, le sloop Paquete et la goélette Pireno. Tilley participe au blocus naval de Santiago de Cuba, mais rate de peu la bataille qui suit, car le Newport fait le plein dans la baie de Guantánamo lorsque les combats éclatent. Vers la fin de la guerre, Tilley est chargé du bombardement du port de Manzanillo à Cuba. Au cours des mois de combats, Tilley et le Newport participent à la capture de neuf navires espagnols. À la fin de la guerre, il est transféré au Newport Naval Yard, avant de recevoir le commandement de l'USS Vicksburg en octobre.

### Les Samoa

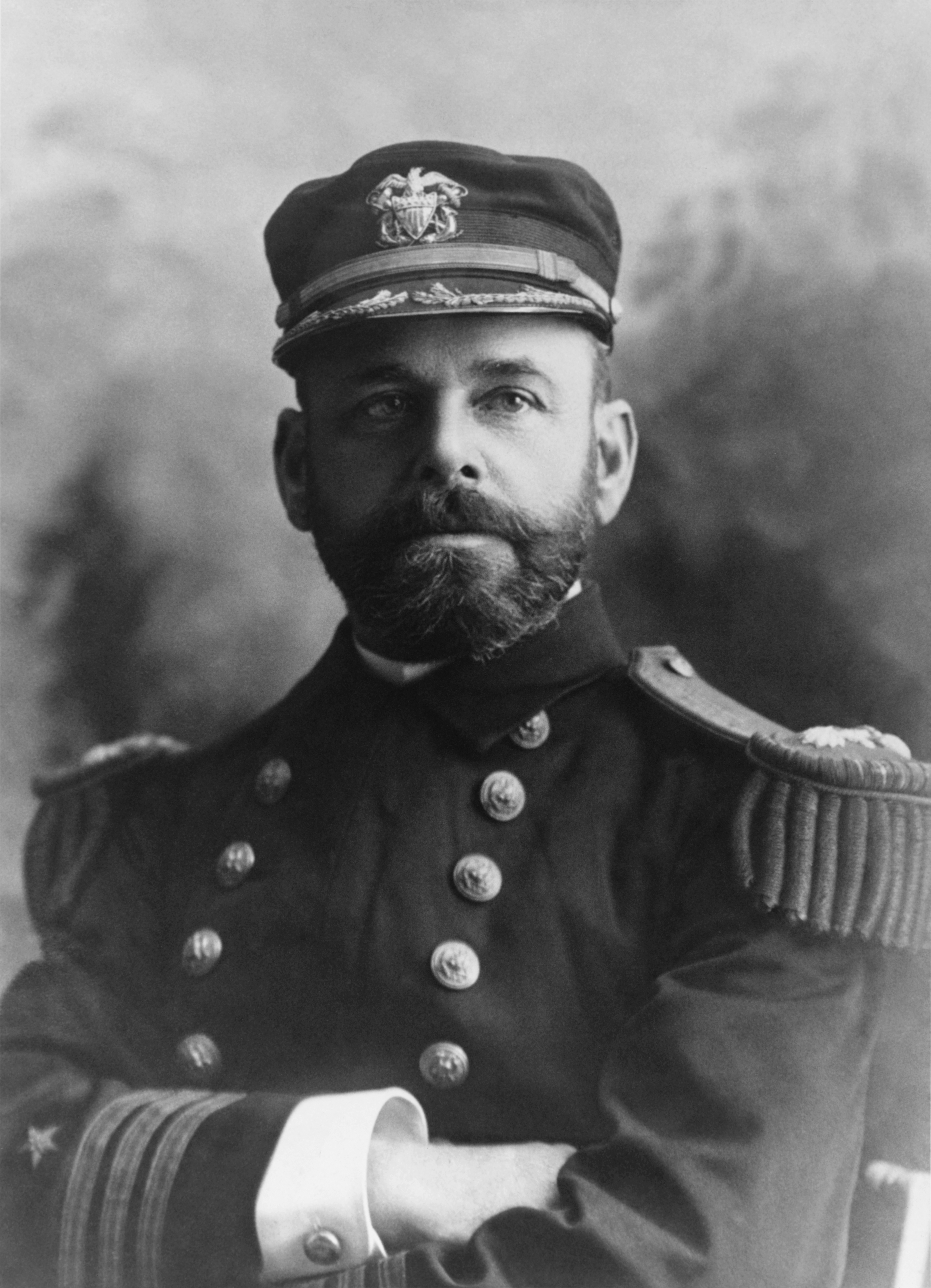
Benjamin Franklin Tilley en commander (États-Unis). Entre 1896 et 1901.

#### La base navale de Tutuila

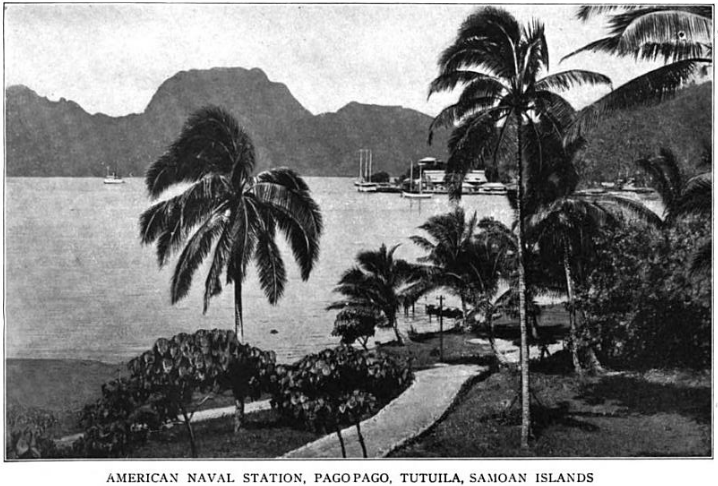
La base navale de Tutuila.

Les États-Unis ont d'abord exprimé leur intérêt pour la construction d'une station navale à Pago Pago, aux Samoa en 1872 à la demande d'Henry A. Peirce (en), United States Minister to Hawaii (en). À cet effet, un traité est rédigé et soumis, mais il n'est pas approuvé par le Sénat américain. Six ans plus tard, le 13 février 1878, un traité séparé est ratifié par le Sénat qui accordé la reconnaissance diplomatique du gouvernement samoan et réaffirme la permission de construire une station navale dans le pays. Bien qu'il n'y ait pas d'autres obstacles politiques, le financement de la station n’est finalement pas attribué et seul un petit dépôt de charbon est construit sur l'île.
La construction de la station navale commence finalement vingt ans plus tard, en 1898, dirigée par des entrepreneurs civils. Au début de 1899, on assigne à Tilley la tâche de superviser la construction de la station avant d'en devenir le premier commandant. On lui attribue aussi le commandement d'un charbonnier, l'USS Abarenda, qui transporte de l'acier et du charbon pour le site de construction et qui doit servir de premier navire à la station. Après un long voyage, Tilley prend son nouveau poste le 13 août 1899.

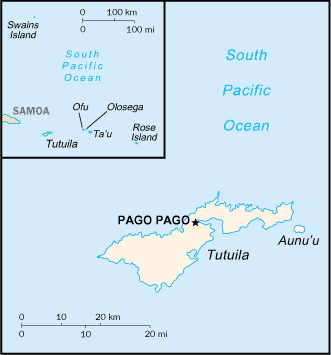
Carte des Samoa américaines. L'île de Swains n'est ajoutée au territoire qu'en 1925.

Avant même que Tilley n’arrive aux Samoa, la situation politique change. La Seconde guerre civile des Samoa, qui a récemment pris fin, laisse la nation sans gouvernement central opérationnel. Les États-Unis, le Royaume-Uni, et l'Allemagne sont aussi en concurrence d'intérêts stratégiques ou économiques dans la région. Le 10 juin 1899, les puissances occidentales signent le traité de Samoa, qui partage les Samoa en deux. La partie orientale, avec Tutuila, comme plus grande île de la zone, est placée sous le contrôle des États-Unis. La partie occidentale plus large et historiquement dominante est donnée à l’Allemagne. En vertu de ce traité, le gouvernement britannique renonce à ses prétentions sur la région en échange de certaines concessions de l'Allemagne. Les nouvelles de cet arrangement n’atteignent l’île et Tilley que le 6 décembre 1899.
Après avoir pris connaissance de l'accord, Tilley informe les chefs locaux et affirme le contrôle des États-Unis sur le territoire, sans qu'aucune décision formelle n'ait encore été prise sur la façon dont le gouvernement des États-Unis comptent gérer le territoire. La construction de la base navale demeure la principale responsabilité de Tilley, et il est envoyé à chercher des fournitures et du charbon supplémentaires à Auckland en Nouvelle-Zélande. Moins d'un mois après son retour, le 19 février 1900, le président William McKinley place le territoire sous le contrôle de la Marine des États-Unis. Le Secrétaire à la Marine adjoint, Charles Herbert Allen (en) nomme Tilley commandant de la base navale de Tutuila avec la directive de cultiver des relations amicales avec les indigènes.
La première tâche de Tilley dans son nouveau rôle est de négocier un acte de cession avec les pouvoirs locaux afin d'assurer un transfert formel et pacifique du pouvoir vers les États-Unis. Avec le partitionnement des Samoa, deux gouvernements régionaux demeurent sur Tutuila. Si les deux gouvernements sont favorables à la cession, les habitants des îles de Ta‘ū et Ofu-Olosega (ensemble connu sous le nom de Manu'a) situées 110 km à l'Est, sont politiquement séparés de Tutuila. Le 12 mars 1900, Tilley voyage à Ta‘ū afin de rencontrer le roi local, Tui Manuʻa Elisala (en). En fin de compte, le roi accepte de céder la souveraineté aux États-Unis, mais refuse de concéder une cession pleine et entière. L'acte de cession (en), signé le 17 avril 1900, liste Manu'a comme nouveaux territoires des États-Unis, mais sans la signature de son représentant. Dans ce document, Tilley est nommé gouverneur par intérim, mais le territoire ne disposera pas de gouverneur officiel jusqu'à ce que le titre soit donné au gouverneur Edmund Underwood en 1905. En effet, il faut attendre 1904 pour que le roi accepte de signer un accord (en), après des concessions américaines lors de nouvelles négociations.

#### Gouverneur de Tutuila
En tant que gouverneur par intérim, les premiers actes de Tilley sont, d'imposer un droit sur les importations sur le territoire, interdire la vente d'alcool à la population locale (mais pas aux Américains), et d'interdire la vente de terres à des non Samoans. Le 1er mai 1900, il proclame que les lois des États-Unis sont en vigueur sur le territoire, mais que les lois samoanes qui ne sont pas en conflit avec la loi américaine peuvent perdurer. Il partage le territoire en trois districts, le long des divisions historiques implicitement reconnues dans l'acte de cession de 1900 : les deux gouvernements sur Tutuila et la troisième comprenant les îles de Manu'a, qui n'ont toujours pas reconnu la cession. Au cours de l'année suivante, Tilley régule le port d'arme, impose l'inscription obligatoire des naissances, des décès et des mariages, la perception des impôts, et faites le jour du sabbat un jour férié. Pour la défense et la police, Tilley crée une petite milice composée d'indigènes Samoans, appelé la garde Fita Fita. Les volontaires composant cette force sont formés à la station navale par un sergent du corps des Marines des États-Unis.
Pendant l'administration de Tilley, des problèmes ont surgi en raison du conflit entre les lois samoanes et américaines. Notamment après qu’un natif ait attrapé et mangé une bonite, un poisson sacré qui, en vertu du droit samoan, ne pouvait être consommé sans la permission d'un chef local. Il est condamné au châtiment traditionnel qui décrète que sa maison soit brulée, ses cultures déracinées, et qu’il soit exilé du territoire. Le natif conteste alors sa peine en vertu du système juridique américain ce qui a pour conséquence l'arrestation du chef responsable de la destruction de ses biens. Lors de la procédure pénale dans laquelle Tilley siège comme juge, le chef est condamné à un an d'assignation à résidence et à payer une compensation pour les biens détruits. Il y a des problèmes similaires avec les coutumes samoanes qui ne se fusionnent pas bien avec les divisions politiques américaines nouvellement introduites dans le territoire. Par exemple, bien que les trois gouverneurs de districts aient en théorie une autorité égale, ils ne disposent pas d'un statut social équivalent. Cette disparité rend la prise de décision plus difficile et provoque de nombreuses tensions sociales. En dépit de ces problèmes, Tilley est relativement bien considéré par les habitants. Le 18 décembre 1900, les chefs locaux envolent une lettre de félicitations pour la réélection du président McKinley. Dans cette lettre, ils ont dit de Tilley « ... vous nous avez donné un leader, un gouverneur, un grand chef, que nous avons appris à aimer et à respecter ».

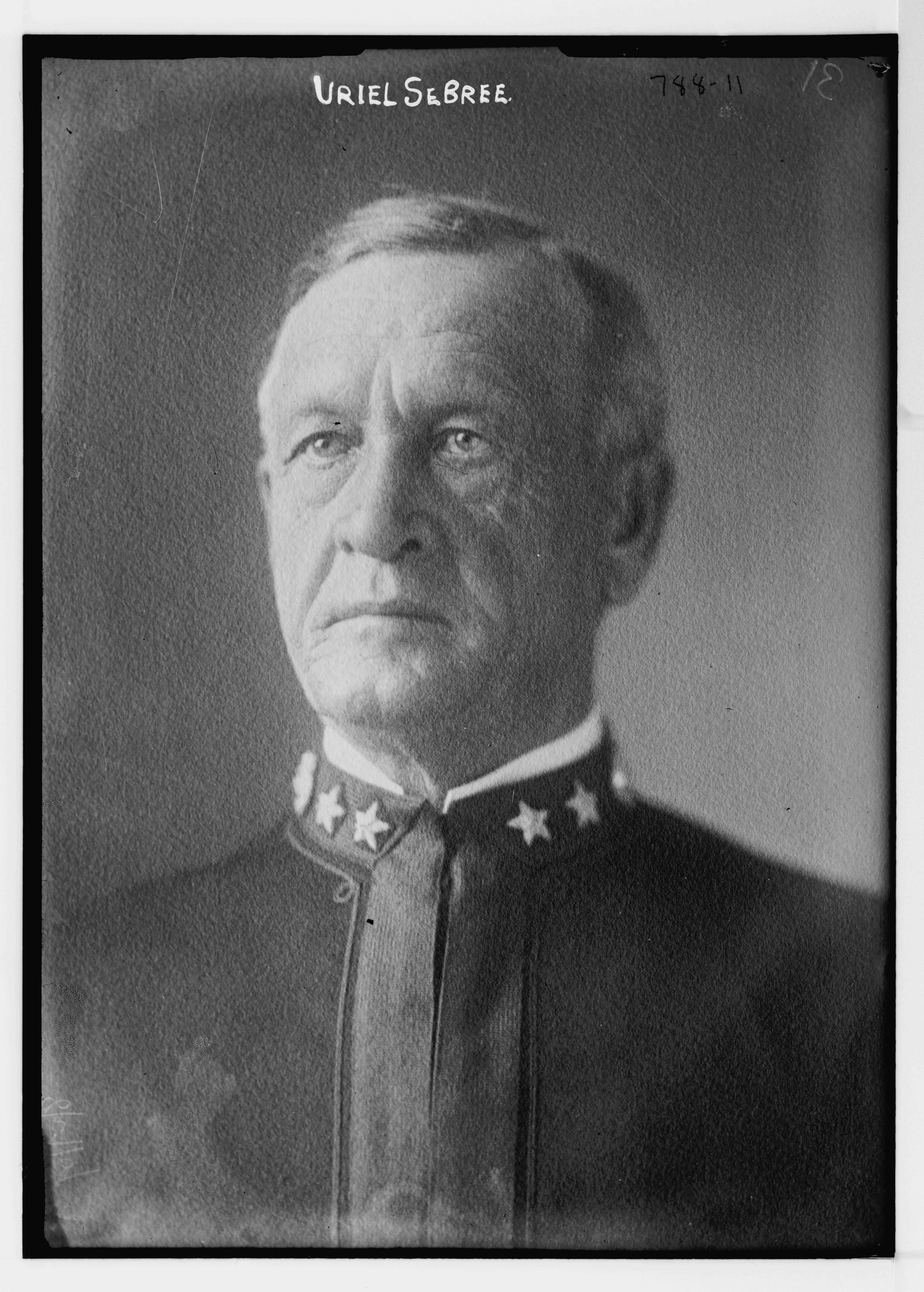
Le contre-amiral Uriel Sebree, successeur de Tilley aux Samoa.

Tilley prend un congé en juin 1901 à retourne à Washington, laissant Edward John Dorn (en) aux commandes. Dorn a par la suite des problèmes médicaux et doit être remplacé par Joseph Lee Jayne (en) en octobre. Ce même mois, une plainte anonyme est faite au secrétaire adjoint de la Marine Frank W. Hackett (en) contre le commandant Tilley, alléguant immoralité et alcoolisme. Presque simultanément, Tilley est promu au grade de capitaine par le président Theodore Roosevelt. Tilley retourne aux Samoa le 7 novembre 1901 avec sa femme, deux jours avant l’ouverture de la cour martiale. Le procès dure quatre jours et un seul témoin est appelé par l’accusation. En fin de compte, Tilley est acquitté. Malgré cela, le capitaine Uriel Sebree est  nommé commandant le 27 novembre 1901. Tilley et son épouse retournent aux États-Unis le mois suivant.
Sebree a plus tard fait remarquer que son prédécesseur disposait « d’une grande capacité, de la bonté, du tact et d’un solide bon sens ». Contrairement à Serbre, qui n'avait pas de mandat légal pour gouverner, Tilley n'a pas hésité à promulguer des lois et se rendant de facto leader du territoire. Bien que l'acte de cession ait reconnu son autorité et donné le titre de gouverneur par intérim, il n'était officiellement responsable que de la station navale. Comme premier gouverneur naval, Tilley a jeté les bases d'une grande partie de la future gouvernance du territoire, alors qu’il n'a pas encore de nom officiel. Le gouvernement des Samoa américaines (en) inclut Tilley et les autres commandants de la station navale avant 1905 dans sa liste des gouverneurs territoriaux.

### Fin de carrière et décès
Tilley est affecté en mars 1902, en tant que capitaine du Mare Island Naval Shipyard à Vallejo, en Californie. Il reste à ce poste pendant trois ans avant d'être affecté sur le cuirassé USS Iowa le 11 janvier 1905. Deux ans plus tard, le 23 février 1907, Tilley est nommé commandant du League Island Naval Yard à Philadelphie en Pennsylvanie. Il est promu contre-amiral le jour suivant. Moins d'un mois plus tard, le 18 mars 1907, Tilley meurt d'une pneumonie. À la fin de l’année, Tilley est l'un des 322 hommes et femmes décédés en 1907 et énumérés par le Washington Post comme « foremost in their various callings ». Parmi ces trois enfants, deux filles et un fils, ce dernier, Benjamin Franklin Tilley, Jr. fit également carrière dans la marine et pris sa retraite avec le grade de lieutenant commander.

## Liste des affectations
| Insigne                             | Rang                 | Date      | Affectation                                              | Date      |
| ----------------------------------- | -------------------- | --------- | -------------------------------------------------------- | --------- |
|                                     | Midshipman           | 1867      | USS Franklin                                             | 1867-1868 |
| USS Frolic                          | Midshipman           | 1867      | 1868-1869                                                |           |
|                                     | Enseigne             | 1868      | USS Lancaster                                            | 1869–1872 |
|                                     | Master (naval) (en)  | 1870      | USS Lancaster                                            | 1869–1872 |
|                                     | Lieutenant           | 1872      | USS Lancaster                                            | 1869–1872 |
|                                     | Lieutenant           |           | USS Pensacola                                            | 1873-1875 |
| USS New Hampshire                   | Lieutenant           | 1875      |                                                          |           |
| USS Hartford                        | Lieutenant           | 1875-1877 |                                                          |           |
| USS Plymouth                        | Lieutenant           | 1877      |                                                          |           |
| USS Powhatan                        | Lieutenant           | 1877-1878 |                                                          |           |
| Académie navale d'Annapolis         | Lieutenant           | 1879-1881 |                                                          |           |
| USS Standish                        | Lieutenant           | 1881      |                                                          |           |
| Académie navale d'Annapolis         | Lieutenant           | 1882      |                                                          |           |
| USS Tennessee                       | Lieutenant           | 1882-1885 |                                                          |           |
| Académie navale d'Annapolis         | Lieutenant           | 1885-1887 |                                                          |           |
|                                     | Lieutenant commander | 1887      | Académie navale d'Annapolis                              | 1887-1889 |
| Washington Navy Yard                | Lieutenant commander | 1887      | 1889-1890                                                |           |
| USS San Francisco                   | Lieutenant commander | 1887      | 1890-1893                                                |           |
| United States Naval Academy         | Lieutenant commander | 1887      | 1893-1896                                                |           |
| USS Bancroft                        | Lieutenant commander | 1887      | 1896                                                     |           |
|                                     | Commander            | 1886      | United States Naval Academy                              | 1896-1897 |
| Naval War College                   | Commander            | 1886      | 1897                                                     |           |
| USS Newport                         | Commander            | 1886      | 1897-1898                                                |           |
| Base navale de Newport              | Commander            | 1886      | 1898                                                     |           |
| USS Vicksburg                       | Commander            | 1886      | 1898-1899                                                |           |
| USS Abarenda Base navale de Tutuila | Commander            | 1886      | 1899-1901                                                |           |
|                                     | Captain              | 1901      | Base navale de Tutuila                                   | 1901-1902 |
| Mare Island Naval Shipyard          | Captain              | 1901      | 1902-1905                                                |           |
| USS Iowa                            | Captain              | 1901      | 1905-1907                                                |           |
| Philadelphia Naval Shipyard         | Captain              | 1901      | 1907                                                     |           |
|                                     | Rear admiral         | 1907      | Contre-amiral le 24 février 1907. Décès le 18 mars 1907. |           |